# Michael I. Kyjevský
Michael I. Kyjevský byl první Metropolita Kyjevský a celé Rusi. Pravoslavná církev jej uctívá jako svatého.

## Hagiografie
Jak uvádí autor A. Poppe, Michael (rusky Michail) se stal prvním metropolitou Kyjeva a celé Rusi, po něm následoval Leontij. Zdrojem této informace je tzv. Církevní ustanovení Vladimíra I., které je datováno do 12. až 13. století. Podle této památky byl Michael současníkem Vladimíra I. a konstantinopolského patriarchy Fotia, což dalo vzniknout stanovisku, že Michael byl anonymní biskup, který byl roku 867 patriarchou Fotie poslán do Rusi.
Roku 988, během panování císařů Basileiose II. Bulgaroktonose a Konstantina VIII., byl poslán konstantinopolským patriarchou Mikulášem II. pokřtít knížete Vladimíra.
Zemřel roku 992. Zpočátku byly jeho ostatky uloženy v Desetinném chrámu, poté v pečeře (jeskyni) Kyjevskopečerské lávry, a roku 1730 byly přeneseny do Uspenského soboru Kyjevskopečerské lávry.